# 军山乡
军山乡，是中华人民共和国湖南省郴州市安仁县下辖的一个乡镇级行政单位；2012年4月13日撤销。以原清溪镇、禾市乡、排山乡、军山乡、城关镇成建制合并设立永乐江镇；原清溪镇、禾市乡、排山乡、军山乡、城关镇的行政区域为新设永乐江镇的行政区域。

## 行政区划
军山乡撤销前下辖新安村、军山村、大来村、冷水村、郁水村、东冲村、芙塘村、南湖村、瑶泉村。